# Доње Жапско
Доње Жапско је насељено место града Врања у Пчињском округу. Према попису из 2022. било је 265 становника (према попису из 1991. било је 435 становника).

## Демографија
У насељу Доње Жапско живи 322 пунолетна становника, а просечна старост становништва износи 40,4 година (38,6 код мушкараца и 42,2 код жена). У насељу има 115 домаћинстава, а просечан број чланова по домаћинству је 3,66.
Ово насеље је великим делом насељено Србима (према попису из 2002. године), а у последња три пописа, примећен је пад у броју становника.
|  |

| Демографија | Демографија | Демографија |
| Година      | Становника  | Становника  |
| ----------- | ----------- | ----------- |
| 1948.       | 603         |             |
| 1953.       | 644         |             |
| 1961.       | 634         |             |
| 1971.       | 543         |             |
| 1981.       | 491         |             |
| 1991.       | 435         | 433         |
| 2002.       | 421         | 430         |

| Етнички састав према попису из 2002.‍ | Етнички састав према попису из 2002.‍ | Етнички састав према попису из 2002.‍ | Етнички састав према попису из 2002.‍ | Етнички састав према попису из 2002.‍ |
| ------------------------------------ | ------------------------------------ | ------------------------------------ | ------------------------------------ | ------------------------------------ |
|                                      |                                      |                                      |                                      |                                      |
| Срби                                 | Срби                                 |                                      | 418                                  | 99,28%                               |
| Руси                                 | Руси                                 |                                      | 2                                    | 0,47%                                |
| Македонци                            | Македонци                            |                                      | 1                                    | 0,23%                                |
| непознато                            | непознато                            |                                      | 0                                    | 0,0%                                 |

| Година пописа     | 1948. | 1953. | 1961. | 1971. | 1981. | 1991. | 2002. |
| ----------------- | ----- | ----- | ----- | ----- | ----- | ----- | ----- |
| Број домаћинстава | 94    | 97    | 105   | 113   | 117   | 111   | 115   |

| Број чланова      | 1  | 2  | 3  | 4  | 5  | 6 | 7 | 8 | 9 | 10 и више | Просек |
| ----------------- | -- | -- | -- | -- | -- | - | - | - | - | --------- | ------ |
| Број домаћинстава | 14 | 25 | 18 | 20 | 20 | 8 | 5 | 5 | 0 | 0         | 3,66   |

| Пол    | Укупно | Неожењен/Неудата | Ожењен/Удата | Удовац/Удовица | Разведен/Разведена | Непознато |
| ------ | ------ | ---------------- | ------------ | -------------- | ------------------ | --------- |
| Мушки  | 165    | 35               | 121          | 6              | 3                  | 0         |
| Женски | 167    | 18               | 120          | 27             | 2                  | 0         |
| УКУПНО | 332    | 53               | 241          | 33             | 5                  | 0         |

| Пол    | Укупно                    | Пољопривреда, лов и шумарство | Рибарство                            | Вађење руде и камена | Прерађивачка индустрија       |
| ------ | ------------------------- | ----------------------------- | ------------------------------------ | -------------------- | ----------------------------- |
| Мушки  | 102                       | 42                            | 0                                    | 0                    | 28                            |
| Женски | 58                        | 20                            | 0                                    | 0                    | 29                            |
| УКУПНО | 160                       | 62                            | 0                                    | 0                    | 57                            |
| Пол    | Производња и снабдевање   | Грађевинарство                | Трговина                             | Хотели и ресторани   | Саобраћај, складиштење и везе |
| Мушки  | 3                         | 9                             | 3                                    | 1                    | 4                             |
| Женски | 0                         | 1                             | 1                                    | 1                    | 0                             |
| УКУПНО | 3                         | 10                            | 4                                    | 2                    | 4                             |
| Пол    | Финансијско посредовање   | Некретнине                    | Државна управа и одбрана             | Образовање           | Здравствени и социјални рад   |
| Мушки  | 0                         | 0                             | 6                                    | 3                    | 0                             |
| Женски | 0                         | 0                             | 0                                    | 1                    | 4                             |
| УКУПНО | 0                         | 0                             | 6                                    | 4                    | 4                             |
| Пол    | Остале услужне активности | Приватна домаћинства          | Екстериторијалне организације и тела | Непознато            | Непознато                     |
| Мушки  | 3                         | 0                             | 0                                    | 0                    | 0                             |
| Женски | 1                         | 0                             | 0                                    | 0                    | 0                             |
| УКУПНО | 4                         | 0                             | 0                                    | 0                    | 0                             |